# Mala Șciurka, Nova Ușîțea
Mala Șciurka (în ucraineană Мала Щурка) este un sat în comuna Kurajîn din raionul Nova Ușîțea, regiunea Hmelnîțkîi, Ucraina.

## Demografie
Componența lingvistică a localității Mala Șciurka
     Ucraineană (99,31%)
     Alte limbi (0,69%)
Conform recensământului din 2001, majoritatea populației localității Mala Șciurka era vorbitoare de ucraineană (99,31%), existând în minoritate și vorbitori de alte limbi.